# Beals (Maine)
Beals ist eine Town im Washington County des Bundesstaates Maine in den Vereinigten Staaten. Im Jahr 2020 lebten dort 443 Einwohner in 342 Haushalten (in den Vereinigten Staaten werden auch Ferienwohnungen als Haushalte gezählt) auf einer Fläche von 125,17 km².

## Geographie
Nach dem United States Census Bureau hat Beals eine Gesamtfläche von 125,17 km², von der 14,56 km² Land sind und 110,62 km² aus Gewässern bestehen.

### Geographische Lage
Beals liegt im Süden des Washington Countys, auf mehreren Inseln am Golfs von Maine an der Jonesporthalbinsel im Atlantischen Ozean. Zu den bekannteren Inseln gehören Great Wass, Beals Island, Browney Island, Fisherman Island, Norton Island und Pig Island.
Great Wass ist mit 6,3 km² die größte Insel und ist gekennzeichnet durch sonnentaubesetzte Feuchtgebiete sowie die hohe Anzahl von Rottannen. Die Insel besitzt außerdem zwei Strände.

### Nachbargemeinden
Alle Entfernungen sind als Luftlinien zwischen den offiziellen Koordinaten der Orte aus der Volkszählung 2010 angegeben.
- Norden und Osten: Jonesport, 16,0 km
- Westen und Nordwesten: Addison, 11,2 km

### Stadtgliederung
In Beals gibt es keine ausgeprägten Siedlungsgebiete, die meisten Einwohner leben auf Great Wass und Beals Island.

### Klima
Die mittlere Durchschnittstemperatur in Beals liegt zwischen −7,8 °C (18 °F) im Januar und 18,3 °C (65 °F) im Juli. Damit ist der Ort gegenüber dem langjährigen Mittel der USA um etwa 9 Grad kühler. Die Schneefälle zwischen Oktober und Mai liegen mit bis zu zweieinhalb Metern mehr als doppelt so hoch wie die mittlere Schneehöhe in den USA; die tägliche Sonnenscheindauer liegt am unteren Rand des Wertespektrums der USA.

## Geschichte
Beals wurde am 7. April 1925 als eigenständige Town organisiert. Zuvor gehörte das Gebiet zur Town Jonesport. Beals ist von Jonesport über die Jonesport-Beals Bridge erreichbar.
Traditionell durch die Fischerei und den Hummerfang bekannt, machte sich Beals durch die Jonesport-Beals High School in den staatlichen Basketball-Wettbewerben einen Namen. Der Name Beals stammt von dem legendären Fischer Long (Tall) Barney Beal (1835–1899).
Beals, wie auch Jonesport sind Teil des Naturschutzgebiets Great Wass Archipelago, das von der Umweltorganisation The Nature Conservancy verwaltet wird. Das Areal besitzt mehr als 43 Inseln und eine Fläche von 11,3 km².

### Einwohnerentwicklung
| Volkszählungsergebnisse – Town of Beals, Maine | Volkszählungsergebnisse – Town of Beals, Maine | Volkszählungsergebnisse – Town of Beals, Maine | Volkszählungsergebnisse – Town of Beals, Maine | Volkszählungsergebnisse – Town of Beals, Maine | Volkszählungsergebnisse – Town of Beals, Maine | Volkszählungsergebnisse – Town of Beals, Maine | Volkszählungsergebnisse – Town of Beals, Maine | Volkszählungsergebnisse – Town of Beals, Maine | Volkszählungsergebnisse – Town of Beals, Maine | Volkszählungsergebnisse – Town of Beals, Maine |
| Jahr                                           | 1900                                           | 1910                                           | 1920                                           | 1930                                           | 1940                                           | 1950                                           | 1960                                           | 1970                                           | 1980                                           | 1990                                           |
| ---------------------------------------------- | ---------------------------------------------- | ---------------------------------------------- | ---------------------------------------------- | ---------------------------------------------- | ---------------------------------------------- | ---------------------------------------------- | ---------------------------------------------- | ---------------------------------------------- | ---------------------------------------------- | ---------------------------------------------- |
| Einwohner                                      |                                                |                                                |                                                | 524                                            | 513                                            | 590                                            | 640                                            | 663                                            | 695                                            | 667                                            |
| Jahr                                           | 2000                                           | 2010                                           | 2020                                           | 2030                                           | 2040                                           | 2050                                           | 2060                                           | 2070                                           | 2080                                           | 2090                                           |
| Einwohner                                      | 618                                            | 508                                            | 443                                            |                                                |                                                |                                                |                                                |                                                |                                                |                                                |

## Kultur und Sehenswürdigkeiten

### Parks
Einige Inseln von Beals und von Jonesport bilden zusammen das Naturschutzgebiet Great Wass Archipelago. Es zeichnet sich durch seine Küstenplateau-Moore aus, mit den beiden größten Banks-Kiefer-Wäldern an der Küste von Maine sowie unberührten offenen Landzungen und felsigen Schwarzfichtenwäldern. Das Gebiet zeichnet sich durch eine hohe Konzentration seltener subarktischer Pflanzen- und Tierarten sowie eine herausragende Vielfalt an Moosen und Flechten aus.

## Wirtschaft und Infrastruktur

### Verkehr
Durch Beals verlaufen nur lokale Straßen. Mit dem Festland sind die Hauptinseln über Brücken verbunden, die kleineren Inseln sind nur per Boot erreichbar.

### Öffentliche Einrichtungen
Es gibt keine medizinischen Einrichtungen in Beals. Die nächstgelegenen befinden sich in Machias.
In Beals gibt es keine eigene Bücherei. Die nächstgelegene ist die Peabody Memorial Library in Jonesport.

### Bildung
Beals gehört mit Jonesport zum Moosabec CSD and School Union 103.
Im Schulbezirk werden folgende Schulen angeboten:
- Jonesport Elementary School in Jonesport, mit Schulklassen von Pre-K bis zum 8. Schuljahr
- Beals Elementary School in Beals, mit Schulklassen von Pre-K bis zum 8. Schuljahr
- Jonesport-Beals High School in Jonesport, mit Schulklassen vom 9. bis 12. Schuljahr